# União das Freguesias de Guilhadeses e Santar
Die  União das Freguesias de Guilhadeses e Santar ist eine portugiesische Gemeinde (Freguesia) im Kreis (Concelho) Arcos de Valdevez im Nordwesten Portugals.

## Geschichte
Die Gemeinde entstand im Zuge der Gebietsreform vom 29. September 2013 durch die Zusammenlegung der ehemaligen Gemeinden Guilhadeses und Santar. Guilhadeses wurde Sitz der neuen Verwaltung.

## Demographie
|  | Guilhadeses e Santar | 1172 | 3,91 |             |      |      |
|  | Guilhadeses e Santar | 1172 | 3,91 | Guilhadeses | 1119 | 2,99 |
|  | Guilhadeses e Santar | 1172 | 3,91 | Santar      | 164  | 0,92 |